# Xã Leavitt, Michigan
Xã Leavitt (tiếng Anh: Leavitt Township) là một xã thuộc quận Oceana, tiểu bang Michigan, Hoa Kỳ. Năm 2010, dân số của xã này là 891 người.